# 源麗子
源 麗子（みなもと の れいし、長久元年（1040年） - 永久2年4月3日（1114年5月9日））は、平安時代の貴族女性。関白藤原師実の北政所。師実が京極関白と呼ばれたのに対し、その正妻として「京極北政所」と称された。

## 生涯
村上源氏の祖である土御門右大臣源師房と、藤原道長・源明子の娘尊子の間に生まれ、権大納言藤原信家の養女となる。康平2年（1059年）、従弟にあたる藤原師実と結婚、摂関家を継いだ師通や興福寺別当・法務大僧正となった尋範を儲けた。ほかに兄顕房の女賢子（白河天皇中宮、堀河天皇生母）を養女とする。
承保元年（1074年）6月25日、中宮賢子の入内に際し、その養母として従三位に叙され、のち承暦4年（1080年）4月28日従一位。康和4年（1102年）正月26日出家（法名覚妙）、永久2年（1114年）4月3日没した。
『栄花物語』巻36「根合わせ」によれば、信家は麗子を后がねの姫君として育て、東宮（のちの後三条天皇）に参入させようとしたが、時の東宮妃馨子内親王に遠慮し、また藤原能信の養女茂子が「御子たちあまた」いる状態であったので、断念して藤原師実に嫁がせたという。師実は女癖が悪く、所々の女に大勢の子供を産ませたが、麗子との仲はまず良好であったらしく、いつも行動を共にしている。
麗子は息師通・孫忠実をよく後見し、敦文親王・堀河天皇・郁芳門院・令子内親王ら義理の孫たちの養育にも手ずから携わった。兄顕房と仲が良く、顕房の女で白河院の寵愛を受けていた師子に孫忠実が一目惚れした時、白河院から師子を賜わるよう斡旋したという。
『新勅撰集』に一首入集。また麗子自筆の『源氏物語』の写本が「従一位麗子本」として証本として伝えられてきたことは『河海抄』や『大乗院寺社雑事記』文明十年（1478年）七月二十八日条に見える。